# کرال هکر
کرال هکر نام هکر فرانسوی است.در ژوئیه ۲۰۰۹، بعضی از درآمدها و اسناد کاربران توییتر بعد از دسترسی غیرقانونی هک کرال هکر، در تک کرانچ منتشر شد. او تا زمان دستگیری ناشناس ماند و در ماه مارس ۲۰۱۰ دستگیر شد.